# The Iceman Cometh (1973)
The Iceman Cometh ist ein fast vierstündiges, US-amerikanisches Filmdrama aus dem Jahre 1973 von John Frankenheimer. Es basiert auf dem Schauspiel Der Eismann kommt (1939) des Literaturnobelpreisträgers (1936) Eugene O’Neill. In den Hauptrollen sind Lee Marvin, Robert Ryan und Fredric March in seiner letzten Filmrolle zu sehen.

## Handlung
Die im Jahre 1912 spielende Geschichte ist auf einen Handlungsort begrenzt, die ein wenig heruntergekommene und abgewirtschaftete Bar des alten Harry Hope. Hier, im 'The Last Chance Saloon', stranden seit jeher eine Reihe sehr unterschiedlicher und in oft vielfältiger Weise gescheiterte Menschen. Harrys Bar bietet ihnen die letzte Zuflucht in einem fehlgeschlagenen Leben. Das Dutzend Männer und die drei Frauen, allesamt Prostituierte, können hier ungestört trinken und geben sich, angesichts zerbrochener Träume, im Alkoholrausch ihren Illusionen hin. Wie in jedem Jahr wird auch diesmal an Harrys Geburtstag Theodore Hickman erwartet, den alle nur „Hickey“ nennen – er ist ein kraftstrotzendes Exemplar von einem Mann, mit dessen Besuch stets ein besonders großes Besäufnis verbunden ist.
Als der dominante Hickey erscheint, ist plötzlich alles ganz anders. Aus dem kräftigen Zecher von einst ist ein überzeugter Abstinenzler geworden. Hickey ist geradezu von der Vorstellung beseelt, seine diversen Bar-Bekanntschaften von ihren Illusionen zu erlösen, um sie damit zugleich von ihren Schuldgefühlen zu befreien. Seine guten Absichten haben jedoch katastrophale Auswirkungen: Er zerstört Stück für Stück die als Hoffnung getarnten Illusionen und zieht damit seinen einstigen Saufkumpanen den Boden unter den Füßen weg. Damit verlieren einige seiner Freunde den einzig durch übermäßigen Alkoholkonsum aufrechterhaltenen, letzten Lebenswillen. Am meisten arbeitet sich Hickey an dem einstigen Anarchisten Larry Slade ab, einem bekennenden Zyniker, der auf die anderen nur mit Mitleid herabschaut und längst die Lust am eigenen Leben verloren hat.
Angesichts Hickeys Äußerungen finden die Barbesucher nicht einmal mehr im Suff noch etwas Trost. Als schließlich herauskommt, dass Hickey seine Ehefrau auf dem Gewissen hat, um auch sie ihrer Illusionen zu berauben und sich selbst von Schuldgefühlen zu befreien, bezeichnen sie Hickey als Irren – denn nur so können sie sich nun wieder ihren Träumen, ihren Illusionen und ihrer Freude am Trinken hingeben; das letzte bisschen Halt, den das Leben ihnen gelassen hat. Doch bei einem Einzigen haben Hickeys Ausführungen tatsächlich etwas bewirkt. Ausgerechnet der größte Zyniker von allen, Larry Slade, stellt sich nunmehr seiner Verantwortung und befindet sich im Schwebezustand zwischen Resignation und dem Willen zur Veränderung.

## Produktionsnotizen
The Iceman Cometh entstand im Frühjahr 1973 in den Twentieth Century-Fox Film Studios in Hollywood. Die Theaterverfilmung kostete, je nach Quelle, lediglich zwischen 800.000 und 1,1 Millionen Dollar, weil sich alle Mitwirkenden bereit erklärten, an dem Projekt für den Bruchteil der sonst üblichen Gage mitzuwirken. Auch der kostspieligste Star des Films, Lee Marvin, spielte für eine deutlich geringere Bezahlung als sonst üblich. Er wie die anderen Hauptdarsteller sollen lediglich etwa 25.000 Dollar Gage erhalten haben, das entspräche, so Marvin in einem Interview 1973, rund 750.000 Dollar weniger als er sonst verlange.
The Iceman Cometh wurde am 10. November 1973 in den USA uraufgeführt. In Deutschland wurde dieser Film (wohl aus rein kommerziellen Erwägungen heraus) nie in die Kinos gebracht und lief auch nie im deutschsprachigen Fernsehen.
Die Bauten schuf Jack Martin Smith, die Kostüme Dorothy Jeakins. Um die Besetzung kümmerte sich Lynn Stalmaster. Robert Ryan, der Darsteller des Slade, erlebte die Uraufführung nicht mehr: er starb bereits am 11. Juli 1973.
Lee Marvin, im Film zumeist abonniert auf raubeinige, handfeste und schurkische Charaktere, galt bei der Uraufführung als Besetzungsüberraschung Frankenheimers und wurde in den Filmkritiken mit gemischten Kommentaren bedacht. Man hatte zumeist Jason Robards als Hickey erwartet, da er eine lange Bühnenerfahrung mit der Darstellung des Hickey besaß und diesen Charakter auch in einer Fernsehfassung von 1960 verkörpert hatte.
Schauspielerin Evans Evans, die hier die Cora verkörpert, war die Gattin von Regisseur Frankenheimer.

## Auszeichnungen
Robert Ryan, im Film von jeher auf harte Männer, brutale Schurken und lebensverneinende Zyniker (wie beispielhaft in Die Verdammten der Meere) abonniert, gewann posthum den Kansas City Film Critics Circle Award als Bester Nebendarsteller, sowie den National Board of Review Award als Bester Schauspieler und einen Spezialpreis der National Society of Film Critics für seine Interpretation des Larry Slade.

## Hintergründe
Seit 1961 hatte es Pläne gegeben, neben anderen O’Neill-Stücken auch The Iceman Cometh zu verfilmen. Demzufolge gab es Überlegungen, den Hickey mit Marlon Brando oder alternativ mit Gene Hackman zu besetzen. Tom Pedi, der hier den Zuhälter Rocky Pioggi verkörpert, hatte diesen Part bereits in der New Yorker Aufführung von 1946/47 und in einer Fernsehfassung von 1960 gespielt. Sorrell Booke, der Hugo Kalmar im Film, verkörperte ihn auch in der Fernsehversion von 1960, die im Dezember 1962 auch im deutschen Fernsehen ausgestrahlt wurde.

## Wissenswertes
The Iceman Cometh ist die erste von mehreren ambitionierten Verfilmungen berühmter Bühnenvorlagen des Jahres 1973, die Produzent Ely Landau mit dem American Film Theatre herstellen ließ. Ebenfalls in diesem Jahr entstanden die Leinwandadaptionen The Homecoming (nach Harold Pinter), A Delicate Balance (nach Edward Albee), Rhinoceros (nach Eugène Ionesco), Luther (nach John Osborne), Butley (nach Simon Gray) und Lost in the Stars (nach Maxwell Anderson und Kurt Weill). Keine dieser Verfilmungen gelangte in die deutschen Kinos.

## Kritiken
Die Kritiken äußerten sich überwiegend wohlwollend zu Frankenheimers O’Neill-Adaption. Nachfolgend vier Beispiele:

„Brilliante Auftritte und eine virtuose Regieleistung … eine definitive Filmversion.“

„Das Theaterstück ist zwangsläufig ein großartige Erfahrung, und diese Tatsache wird durch diesen Film erfasst.“

„Bemerkenswert erfolgreicher Film von Eugene O‘Neills Bühnenstück (…) Marvins Hickey ist lediglich ausreichend, aber Ryan dominiert eine herausragende Nebendarstellerriege.“

„Wahrlich ein Erfolg. Nicht nur eine würdige Produktion eines großen Bühnenstücks, sie besitzt ihre eigene Bedeutung.“

„Ein großer Film von einem großen Stück.“